# Русских, Николай Андреевич
Николай Андреевич Русских (1920—1979) — заслуженный художник БАССР (1977).

## Биография
Николай Андреевич Русских родился в 1920 году в Уфе. В 1937 году окончил художественное отделение Уфимского театрально-художественного училища. Живописец. Работал в области станковой и монументальной живописи.
В 1939 году он был призван в Красную Армию и служил в ней до 1945 года. Участвовал в боях, был тяжело ранен, контужен.
Член Союза художников с 1958 года. Член КПСС. Вёл большую общественную работу: избирался членом правления Башкирского Союза художников, членом и секретарем партбюро Союза художников. Председатель ревизионной комиссии правления Башкирского Союза художников (с 1970 г.)
Заслуженный художник БАССР, 1977.
Н. Русских – мастер портрета - «Портрет хирурга Н. Гатауллина»,  группового портрета - картины «Песня», «Что ты девушкам спать не даешь», «Бригада коммунистического труда», «Четверо».   Вместе с художником с А. В. Пантелеевым предпринял поездку по городам Средней Азии. В результате поездки на уфимских выставках появились серии среднеазиатских пейзажей и натюрмортов Пантелеева и Русских («Бухарские кувшины»).

## Выставки
- Республиканские, Уфа, с 1949 г. все, кроме молодёжных.
- Декадная выставка произведений художников БАССР, Москва, 1955.
- Декадная выставка произведений художников БАССР, Москва, Ленинград, 1969.
- Выставка произведений художников БАССР, посвященная 100-летию со дня рождения В. И. Ленина, Ульяновск, 1970.
- Выставка произведений художников 3-х зон, Москва, 1971.
- Выставка произведений художников автономных республик РСФСР, Москва, 1971.
- Зональные выставки «Урал социалистический»: Свердловск, 1964; Пермь, 1967; Челябинск, 1969; Уфа, 1974.
- Всероссийская художественная выставка, Москва, 1951.
- Всероссийская художественная выставка, Москва, 1954.
- Всероссийская художественная выставка, Москва, 1958.

## Основные работы
Урал, х. м., 1951. Ледоход на р. Белой, х. м., 1955. Река Зилим, х. м., 1959. Бригада коммунистического труда, х. м., 1961. Весна х. м., 1964. Портрет художницы М. Краснореповой, х. м. 1967. Песня, х. м., 1967. Портрет хирурга профессора Н. Г. Гатауллина, х. м., 1967. Четверо, двп. Темп., 1968. Красное и голубое, х. м., 1969. Прощание с вождем, двп. м., 1970. Память сердца, х. м., 1972. В. Блюхер, х. м., 1974. День открытых дверей, х. м., 1972—1974. Тамара Круглова, х. м., 1974. Валентина Георгиевна, х. м., 1974. Технолог Н. Соболева, х. м., 1974. Вера Фалелюхина, х. м., 1974.
Монументальные работы: 
Мозаика фриза Дворца культуры завода «Синтезкаучук» (совместно с А. В. Пантелеевым, Б. Я. Палехой, В. А. Юдиным), Стерлитамак, 1967—1969. 
Роспись Кармановской ГЭС (совместно с Р. Ю. Халитовым), 1974—1975. 
Панно «Песня» в интерьере Дома культуры села Мясегутово (совместно с Р. Ю. Халитовым), Мясегутово, 1974—1976. 
Роспись «Спорт», «Отдых», «Музыка» в интерьере Дома культуры с. Раевка БАССР (совместно с Р. Ю. Халитовым), 1977. 
Мозаика «Искусство» в экстерьере Дома культуры с. Раевка БАССР (совместно с Р. Ю. Халитовым), 1977.

## Награды
Орден Красной Звезды, 1945. Медаль «За оборону Сталинграда», 1953. Медаль «За победу над фашистской Германией», 1945. Медаль «За взятие Вены», 1945. Медаль «20 лет Победы над Германией в Великой Отечественной войне 1941—1945 гг.,» 1965. Знак «25 лет победы в Великой Отечественной войне», 1970. Медаль «30 лет Победы советского народа в Великой Отечественной войне», 1975.
Почетная грамота Президиума Верховного Совета БАССР, 1955.